# Theresa Wolff – Home Sweet Home
Theresa Wolff – Home Sweet Home ist ein deutscher Fernsehfilm von Franziska Buch aus dem Jahr 2021 und die Auftaktfolge der ZDF-Kriminalfilmreihe Theresa Wolff – Der Thüringenkrimi mit Nina Gummich in der Titelrolle als Rechtsmedizinerin. Die Episode hat eine Länge von ca. 88 Minuten und wurde am 9. Oktober 2021 auf dem Sendeplatz ZDF-Samstagskrimi erstmals im deutschen Fernsehen ausgestrahlt. Seine Premiere feierte der Film bereits am 11. September 2021 auf dem 17. Festival des deutschen Films in Ludwigshafen.

## Handlung
Die junge Rechtsmedizinerin Theresa Wolff kehrt nach ihrem Studium und mehrjähriger Tätigkeit in Berlin in ihre Heimatstadt Jena zurück und übernimmt am dortigen Uniklinikum die Leitung des Instituts für Rechtsmedizin. Dies stößt dort insbesondere bei Dr. Bernhard Zeidler, dem kommissarischen Leiter des Instituts, auf Unverständnis, der selbst Ambitionen auf diese Stelle hatte. Auch beim ersten Zusammentreffen mit Kriminalhauptkommissar Robert Brückner, in Zusammenhang mit einer weiblichen Wasserleiche, eckt Wolff schnell an und brüskiert den Ermittler mit ihrer direkten und unkonventionellen Art.
Wolff hat von ihrem Vater, der vor kurzem starb und in Jena Förster war, die Gabe geerbt, mit Tieren zu kommunizieren und in die Natur hineinzuhorchen. Dies hat sie in ihre Arbeit als Forensikerin integriert und sie spricht nicht nur mit den Leichen, sondern ist auch davon überzeugt, deren Körper und Seelen spüren zu können, sodass sie nachempfinden kann, was die Opfer durchgemacht haben.
Für Spannungen zwischen dem Ermittler und der Medizinerin sorgt insbesondere die Tatsache, dass der Hauptverdächtige Ehemann des Opfers – Uniklinikarzt Dr. Steffen Köhler – vor vielen Jahren ein Verhältnis mit Theresa hatte, was sie gegenüber Brückner so lange wie möglich verschweigt. Als dies ans Licht kommt, ist schnell von Befangenheit die Rede – aber auch Brückner scheint diesbezüglich nicht frei zu sein. Doch letztendlich gelingt es beiden, diese Vorbehalte zu überwinden und den Täter zu überführen. Wolff hatte sich lange dagegen gesträubt, ihre Jugendliebe Köhler in der Täterrolle zu sehen, doch die Spuren an der Leiche seiner Frau sind eindeutig. Letzte Zweifel werden bei Wolff ausgeräumt, als plötzlich Köhlers Frau beinahe zur Einäscherung gelangt, weil jemand die Leiche ausgetauscht hatte. Da Wolff am Vortag mit Köhler darüber gesprochen hatte, genauere Untersuchungen mit einem Computertomographen durchzuführen zu wollen, konnte nur er ein Interesse daran haben, dass dies nicht geschieht. Zudem hatte er durch die organisatorische Verbindung seiner Klinik mit der Rechtsmedizin die Möglichkeit, sich Zugang zu verschaffen. Um einen letzten stichhaltigen Beweis gegen Köhler zu haben, hat Wolff vor, Untersuchungsergebnisse zu manipulieren. Dazu will sie heimlich in dessen Wohnung Teppichfasern besorgen, wird dabei aber von Köhler ertappt, was sie in akute Gefahr bringt, da sie gleichzeitig auf ihrem Handy die Tonaufzeichnung laufen hat, die Köhlers Mordgeständnis aufnimmt. Brückners rechtzeitiges Eintreffen rettet ihr das Leben. Köhler wird festgenommen und muss sich für den Mord an seiner Frau verantworten, die er erschlagen hatte, weil sie ihn nach jahrelang ertragener häuslicher Gewalt verlassen wollte.

## Produktionsnotizen
Die Dreharbeiten für Theresa Wolff – Home Sweet Home fanden im Zeitraum vom 6. Oktober bis zum 6. November 2020 unter dem Arbeitstitel Der Thüringenkrimi an Drehorten in Jena und Umgebung statt.
Für den Ton zeichnete Jörg Theil verantwortlich, für das Szenenbild Jürgen Schäfer, für das Kostümbild Ulla Gothe und für die Maske Isabella-Sophie Beyer sowie Sarah Wentzel. Die Kamera führte Konstantin Kröning – als verantwortlicher Redakteur zeichnete Matthias Pfeifer für das ZDF.
Am 10. August 2021 begannen unter dem Arbeitstitel Theresa Wolff 2 – Waidwund (aka Fangschuss), ebenfalls in Jena und Umgebung und ebenfalls durch die Ziegler Film GmbH & Co. KG, die Dreharbeiten zur zweiten Episode der Filmreihe Theresa Wolff.

## Rezeption

### Kritiken
Rainer Tittelbach von Tittelbach.tv schrieb: „Die ZDF-Samstagskrimi-Reihe ‚Theresa Wolff‘ (Ziegler Film) startet gut und löst bereits in der ersten Episode ‚Home Sweet Home‘ viel von ihrem möglichen Potenzial ein. Da ist eine unkonventionelle junge Rechtsmedizinerin als Titelheldin. Sogar die Spannungen zwischen ihr und dem erfahrenen Kommissar können sich sehen lassen, da Nina Gummich und Thorsten Merten sie alsbald von jeglichem Klischee freispielen. Und die Zwiegespräche der toughen Forensikern mit den Toten erweisen sich als stimmungsvolle bigger-than-life-Alternative zum althergebrachten Informationsaustausch der Ermittler.“
RND urteilte: „Dass Rechtsmediziner im Zentrum eines Krimis stehen, kennt man zwar von zahlreichen US-Produktionen, bei uns jedoch ist das – sieht man von dem Münsteraner Comedy-Tatort einmal ab – immer noch ungewöhnlich. Aber frischen Wind kann die recht eingefahrene deutsche Fernsehkrimi-Landschaft gut gebrauchen.“
Harald Keller wertete bei der Frankfurter Rundschau: „Häusliche Gewalt in Partnerschaften und in der Pflege ist ein wichtiges Thema, das in diesem Film nur leider an Wirkung verliert, da die Handlung am Ende umkippt in einen Vergeltungsfeldzug der Marke ‚Eine Frau sieht rot‘. Ein überzogenes Finale. Es unterfüttert den Eindruck, dass der Charakter der Hauptfigur noch nicht vollständig ausgearbeitet ist. Aber sie wird Gelegenheit erhalten, sich zu finden. Die Dreharbeiten zur nächsten Episode haben bereits begonnen. “
Für prisma.de wertete Eric Leimann: „Eine naturverbundene Försterstochter klärt als Gerichtsmedizinerin Verbrechen in Jena auf. Der erste Teil der neuen Krimi-Reihe im ZDF kommt noch etwas brav daher, doch die Figuren haben Potenzial.“ „Mit Gummich und Merten hat ‚Theresa Wolff‘ zwei famose Schauspieler zu bieten, deren Auftaktfall […] leider reichlich blass bleibt. Die hier und da eingestreuten, irritierenden Elemente wie Theresa Wolffs Affinität zur Spiritualität mit toten Wesen oder Kommissar Brückners seltsamer Beziehungsstatus wirken wie Fremdkörper aus einem – vielleicht deutlich interessanteren – Parallelfilm, die das biedermeierliche Buch hier und da aufpeppen wollen, aber irgendwie nicht zum Zuge kommen.“
Oliver Armknecht von film-rezensionen.de meinte, der Film „ist der Versuch, mithilfe einer starken Hauptfigur eine neue Krimireihe zu etablieren. Das klappt aber nur zum Teil. Die Rechtsmedizinerin ist an sich schon interessant und zudem sehr lebendig gespielt. Die ständigen Konflikte wirken aber sehr forciert. Der eigentliche Kriminalfall überzeugt auch nicht so recht.“

### Einschaltquoten
Die Erstausstrahlung von Theresa Wolff – Home Sweet Home am 9. Oktober 2021 wurde in Deutschland von 7,02 Millionen Zuschauern gesehen und erreichte einen Marktanteil von 27,0 % für das Zweite Deutschen Fernsehen.